# Jules de Borchgrave
Jules Emile Désiré De Borchgrave (Olsene, 11 januari 1850 - Elsene, 23 februari 1927) was een Belgisch volksvertegenwoordiger en ondernemer.

## Genealogie
- Joseph de Borchgrave (1672-1729), x Anne van Wonterghem (1713)
  - Philippe de Borchgrave (°1705), x Anna-Rosa Gryspeert
    - Joseph-François de Borchgrave (1748-1834), x Jeanne Lambrecht
      - Eugène de Borchgrave (1788-1857), x Sophie Cabbeke (1784-1845)
        - Désiré de Borchgrave (1822-1896), x Eulalie Brackeneer (1820-1897)
          - Jules de Borchgrave.

Een tweede tak is gesproten uit het tweede huwelijk van Joseph de Borchgrave, van wie de afstammeling Yvon de Borchgrave in de adel werd opgenomen.
Deze familie is niet verwant met de familie de Borchgrave d'Altena.

## Levensloop
De Borchgrave was een telg uit het geslacht De Borchgrave en een zoon van de brouwer Désiré de Borchgrave en van Eulalie Brackeneer. Hij trouwde met Charlotte Delrue. Ze hadden een zoon en twee dochters. Hij werd in 1902 in de Belgische erfelijke adel opgenomen.
Hij promoveerde tot doctor in de rechten aan de Rijksuniversiteit Gent (1874) en werd advocaat in Brussel (1874-1910). In 1895 werd hij directeur van Le Journal de Bruxelles.
Op 10 juni 1884 werd hij verkozen tot katholiek volksvertegenwoordiger voor het arrondissement Brussel en oefende het mandaat uit tot in 1892. Hij werd opnieuw verkozen in oktober 1894 en zetelde tot in 1900.
Van 1884 tot 1895 was hij ook gemeenteraadslid van Elsene.

## Ondernemer
De Borchgrave was zeer actief in de ondernemingswereld. Zo was hij beheerder van:

### Industriële vennootschappen
- Bois de Savonie,
- Manufacture belge de Confections,
- Société Russo-Belge d'Entreprises électriques,
- Charbonnages Réunis de Thallern et Saint-Pölten,
- Compagnie Franco-Russe d'Accumulateurs (voorzitter),
- La Métallurgique du Nord (liquidator in 1901-1903),
- Compagnie d'Entreprises électriques de Para (Brésil) (voorzitter),
- Compagnie Austro-Belge du Pétrole (ondervoorzitter),
- Charbonnage de l'Arbre Saint-Michel,
- Ateliers, Forges et Aciéries de Bruges (liquidator in 1903),
- Société d'éclairage de Clausenbourg et Extensions.

### Koloniale vennootschappen
- Compagnie Générale Coloniale (ondervoorzitter, daarna voorzitter),
- Colonial Rubber (ondervoorzitter, daarna voorzitter),
- Société pour le Commerce colonial,
- Société horticole coloniale.

### Trams en ander vervoer
- Société Belge de Tramways,
- Les Tramways d'Agram (voorzitter en in 1917 liquidator),
- Tramways électriques du Pays de Charleroi,
- Trams-Cars Nord-Midi (voorzitter),
- Société Bruxelloise d'Auto-Transports (voorzitter),
- Brussels Motor-Cab Company,
- Les Tramways Bruxellois.

### Toerisme
- Société de Westende-Plage (voorzitter),
- Grand-Hôtel Belle-Vue.

### Financieringen
- Crédit Hypothécaire Agricole et Urbain d'Egypte,
- Crédit immobilier pour la Belgique et l'Etranger,
- Foncière industrielle Belge,
- Crédit National Foncier.

## Afstammelingen
- Robert de Borchgrave (1877-1958), zoon van Jules,  voorzitter van de 'Société Bruxelloise d'Auto-Transport' trouwde in Luik in 1906 met barones Louise Sloet van Oldruitenborgh (1886-1986). In 1951 kreeg hij de titel baron, overdraagbaar bij eerstgeboorte.
  - Guy de Borchgrave (1907-1949), kapitein-commandant, trouwde in Brussel in 1935 met barones Christiane d'Huart (1914-2002). Hij kwam om bij een ongeval in militaire dienst.
    - Jacques de Borchgrave (1939-1989), trouwde in 1962 (echtscheiding in 1979) met Anne Jooris (°1939) en hertrouwde in 1980 met Sheri-Gay Heller (°1950). Voor ook dit tweede huwelijk op een echtscheiding uitdraaide, overleed hij. Met twee zoons en verdere nakomelingen uit het eerste huwelijk.
    - Eric de Borchgrave (1943), broeder benedictijn in de abdij van Maredsous.